# Акантолиза
Акантолиза представља губитак веза измеду епидермалних ћелија. Она настаје као последица оштећења интерцелуларних мостића или цементне супстанце. Акантолиза има за последицу стварање везикула и була у епидермису, у чијем серозном садржају „пливају“ појединачне или груписане ћелије спинозног слоја које су изгубиле везу са осталим ћелијама тога слоја. То су акантолитичке ћелије.
Акантолизу сусрећемо код пемфигуса, вирусних обољења коже (herpes simplex и herpes zoster), сенилне кератозе и неких других обољења.